# Конюхово (Вологодский район)
Конюхово — деревня в Вологодском районе Вологодской области на реке Лоста.
Входит в состав Подлесного сельского поселения, с точки зрения административно-территориального деления — в Подлесный сельсовет.
Расстояние по автодороге до районного центра Вологды — 16 км, до центра муниципального образования Огарково — 8 км. Ближайшие населённые пункты — Кишкинцо, Невинниково, Снасудово, Юрьевцево.
По данным переписи в 2002 году постоянного населения не было.